# Marvin Esor
Marvin Esor (Parigi, 21 luglio 1989) è un ex calciatore francese, di ruolo difensore.

## Carriera

### Club
Ha giocato nella seconda divisione francese.

### Nazionale
Nel 2012 ha esordito con la nazionale martinicana.